# Sanaga-Maritime

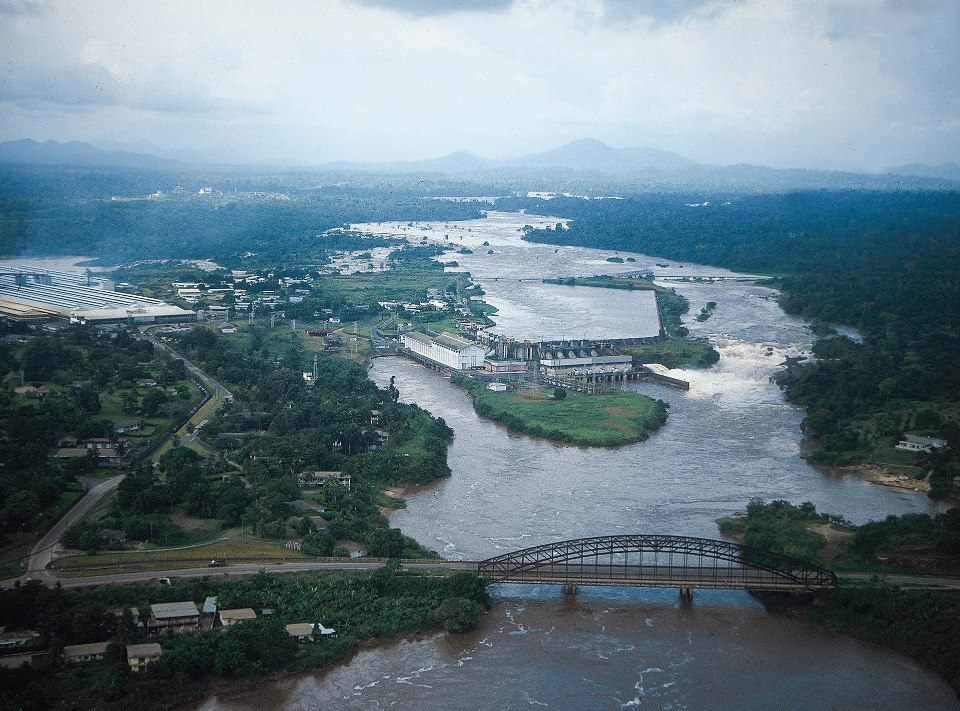
Uitzicht op Edéa

Sanaga-Maritime is een departement in Kameroen, gelegen in de regio Littoral. De hoofdstad van het departement heet Edéa. De totale oppervlakte bedraagt 9 311 km². Er wonen 167 661 mensen in Sanaga-Maritime.

## Districten
Sanaga-Maritime is onderverdeeld in elf districten:
- Dizangué
- Dibamba
- Edéa (stad)
- Edéa (platteland)
- Massock
- Mouanko
- Ndom
- Ngambe
- Ngwei
- Nyanon
- Pouma